# Wygnanka (Ukraina)
Wygnanka (ukr. Вигнанка, Wyhnanka) – wieś na Ukrainie, w obwodzie wołyńskim, w rejonie kowelskim. W 2001 roku liczyła 250 mieszkańców.
Do 2020 w rejonie lubomelskim.